# Колективне сільське господарство
Колекти́вне сільське́ господа́рство — об'єднання індивідуальних сільських господарств у спілку, яка заснована на колективній власності на засоби виробництва. Типовими прикладами є колгоспи, що домінували у сільському господарстві СРСР з 1930 по 1991 роки та ізраїльський кібуц.